# サイコパシック・レコード
サイコパシック・レコード（英語：Psychopathic Records）は、アメリカ合衆国ミシガン州に拠点を置く、インディーズヒップホップ系レーベルの名称である。1991年に、ラップ・デュオのインセイン・クラウン・ポッシーらが創設した。ジャイヴ・レコードやアイランド・レコードとの契約を経て徐々に人気を確立。2007年にはサブ・レーベルとしてハチェットハウスを設立。現在は、フォンタナ・ディストリビューションの傘下となっている。
子会社としてハチェットギア（Tシャツ、スニーカーなどグッズを販売する部門）、サイコパシック・ビデオ（映像部門）、プロレス興行を行うサイコパシック・スポーツを持つ。サイコパシック・スポーツはプロレス団体JCWをプロモートしていて、専用アリーナも所有している。毎月必ず興行を開き、インセイン・クラウン・ポッシーは実況・解説・試合・ラップまでをも披露している。主にインディーのハードコア系レスラーがレギュラー参戦しているが、リック・フレアーやウルティモ・ドラゴン、スコット・ホールなど意外な大物も招聘している。
サイコパシック・レコードの活動として著名なのは、毎年8月に行われる合同キャンプイベント「ギャザリング・オブザ・ジャガロス」である。このイベントは4日間にわたって開かれ、広大なキャンプ地に用意された特設エリアにジャガロ（インセイン・クラウン・ポッシーらサイコパシックレコードのファン）が集結し、インセイン・クラウン・ポッシーらと交友を計ったり、ファン同士で親睦を深める一大行事である。キャンプ地にはシャワー、バー、ライブハウス、簡易レストラン、プロレス用リングまで設置され、様々なイベントが用意されている。

## 契約アーティスト
- インセイン・クラウン・ポッシー (ICP)
- ヴァニラ・アイス
- エニバディ・キラー (ABK)
- サグ・アイスランド
- ジャンプスタディ
- ダーク・ロータス（レーベル内ほぼ全てのメンバーが合同参加する企画）
- マイク・E・クリーク (DJ)
- DJクレイ (DJ)
- ドライブ・バイ（ブラジとABKのコラボレーション企画）
- イーシャン（2002から2005年まで在籍したが、ICPらと喧嘩別れし脱退、のち再加入）
- ブラジ・ヤ・デッドホーミー

### 過去に在籍していたアーティスト
- ツイズティッド
- プロジェクトボーン
- アックス・マーダー・ボーイズ（1年契約。契約満了後、サイコパシックのサブ・ラベルであるハチェット・ハウスに移動）
- ブーンドックス（2006年加入。独立レーベル作成のため、2012年脱退）
- メズリィ
- デイトン・ファミリー（契約後まもなくハチェットハウスに移行）